# Martin Koči
Martin Koči (* 5. dubna 1993) je slovenský jezdec rallye. V současné době závodí v JWRC. V letech 2018 a 2019 se stal absolutním mistrem Slovenska v rallye.

## Výsledky v MS
| Rok  | Tým                       | Vůz                 | 1       | 2      | 3      | 4       | 5       | 6      | 7       | 8       | 9       | 10    | 11     | 12     | 13     | 14  | PJ  | Body |
| ---- | ------------------------- | ------------------- | ------- | ------ | ------ | ------- | ------- | ------ | ------- | ------- | ------- | ----- | ------ | ------ | ------ | --- | --- | ---- |
| 2012 | Martin Koči               | Citroën C2 R2 Max   | MON     | SWE    | MEX    | POR     | ARG     | GRE 23 | NZL     | FIN Ret | GER     | GBR   | FRA    | ITA    | ESP    |     | -   | 0    |
| 2013 | Styllex Motorsport s.r.o. | Ford Fiesta R2      | MON     | SWE    | MEX    | POR     | ARG     | GRE EX | ITA     | FIN     | GER     | AUS   | FRA    | ESP 21 | GBR    |     | NC  | 0    |
| 2014 | Styllex Motorsport s.r.o. | Citroën DS3 R3T     | MON     | SWE 20 | MEX    | POR 29  | ARG     | ITA    | POL 25  | FIN 19  | GER Ret | AUS   | FRA EX | ESP    | GBR 28 |     | NC  | 0    |
| 2015 | Styllex Motorsport s.r.o. | Ford Fiesta R5      | MON Ret | SWE    | MEX    | ARG     |         |        |         |         |         |       |        |        |        |     | NC  | 0    |
| 2015 | Peugeot Sport Slovakia    | Peugeot 208 T16 R5  |         |        |        |         | POR Ret | ITA    | POL 55  | FIN Ret | GER Ret | AUS   | FRA    | ESP 30 | GBR    |     | NC  | 0    |
| 2016 | Styllex Motorsport s.r.o. | Citroën DS3 R3T Max | MON 38  | SWE    | MEX    | ARG     | POR 24  | ITA    | POL DNS | FIN 45  | GER 18  | CHN C | FRA 21 | ESP    | GBR 28 | AUS | NC  | 0    |
| 2017 | Styllex Motorsport s.r.o. | Škoda Fabia R5      | MON     | SWE    | MEX    | FRA Ret | ARG     | POR    | ITA     | POL     | FIN     | GER   | ESP    | GBR    | AUS    |     | NC  | 0    |
| 2021 | Styllex Motorsport s.r.o. | Ford Fiesta Rally4  | MON     | ARC    | CRO 22 | POR 41  | ITA     | KEN    | EST Ret | BEL     | GRE     | FIN   | ESP    | JPN    |        |     | NC* | 0*   |

### JWRC
| Rok  | Tým                       | Auto                | 1     | 2       | 3       | 4       | 5     | 6     | Poz. | Body |
| ---- | ------------------------- | ------------------- | ----- | ------- | ------- | ------- | ----- | ----- | ---- | ---- |
| 2012 | Styllex Motorsport s.r.o. | Ford Fiesta R2      | POR   | GRE     | FIN     | GER 7   | FRA   | ESP   | -    | 0    |
| 2013 | Styllex Motorsport s.r.o. | Ford Fiesta R2      | POR 5 | GRE 6   | FIN 7   | GER 4   | FRA 5 | ESP 4 | 6    | 58   |
| 2014 | Styllex Motorsport s.r.o. | Citroën DS3 R3T     | POR 5 | POL 4   | FIN 1   | GER Ret | FRA 7 | ESP 2 | 3    | 76   |
| 2016 | Styllex Motorsport s.r.o. | Citroën DS3 R3T Max | POR 2 | POL DNS | FIN 7   | GER 2   | FRA 3 | GBR 1 | 2    | 82   |
| 2021 | Styllex Motorsport s.r.o. | Ford Fiesta Rally4  | CRO 4 | POR 4   | EST Ret | BEL     | ESP   |       | 5.*  | 31*  |

#### Výsledky WRC2
| Rok  | Tým                       | Auto               | 1       | 2   | 3   | 4       | 5       | 6   | 7      | 8       | 9       | 10  | 11  | 12     | 13  | PJ  | Body |
| ---- | ------------------------- | ------------------ | ------- | --- | --- | ------- | ------- | --- | ------ | ------- | ------- | --- | --- | ------ | --- | --- | ---- |
| 2015 | Styllex Motorsport s.r.o. | Ford Fiesta R5     | MON Ret | SWE | MEX | ARG     |         |     |        |         |         |     |     |        |     | 45. | 1    |
| 2015 | Peugeot Sport Slovakia    | Peugeot 208 T16 R5 |         |     |     |         | POR Ret | ITA | POL 19 | FIN Ret | GER Ret | AUS | FRA | ESP 10 | GBR | 45. | 1    |
| 2017 | Styllex Motorsport s.r.o. | Škoda Fabia R5     | MON     | SWE | MEX | FRA Ret | ARG     | POR | ITA    | POL     | FIN     | GER | ESP | GBR    | AUS | NC  | 0    |

### Výsledky IRC
| Rok  | Tým                       | Auto                     | 1   | 2   | 3   | 4   | 5   | 6   | 7   | 8      | 9      | 10  | 11  | 12  | 13  | PJ | Body |
| ---- | ------------------------- | ------------------------ | --- | --- | --- | --- | --- | --- | --- | ------ | ------ | --- | --- | --- | --- | -- | ---- |
| 2011 | Styllex Motorsport s.r.o. | Citroën C2 R2 Max        | MON | CAN | FRA | UKR | BEL | AZO | MAD | CZE 47 | HUN    | ITA | SCO | CYP |     | -  | 0    |
| 2012 | Styllex Motorsport s.r.o. | Mitsubishi Lancer Evo IX | AZO | CAN | IRL | COR | ITA | YPR | SMR | ROM    | CZE 17 | YAL | SLI | SAN | CYP | -  | 0    |